# FSL (Leasing)
FSL (ang. Full Service Leasing, Pełny Wynajem Długoterminowy) – określenie sektora leasingu samochodowego, który obejmuje pełny wynajem długoterminowy pojazdów (zawierający przynajmniej trzy inne usługi pozafinansowe, jak np. ubezpieczenia, karty paliwowe, likwidację szkód, assistance i – zawsze – serwis mechaniczny).  
Rynek usługi FSL jest atrakcyjny i stale rośnie, ponieważ firmy korzystające z FSL zyskują wymierne korzyści finansowe nie potrzebują angażować własnych środków finansowych na zakup pojazdu ani środków finansowych niezbędnych do skorzystania z kredytu. W przypadku wynajmu długoterminowego umowy zawierane są najczęściej na okres od 2 do 4 lat z deklarowanym przebiegiem rocznym od 10 do 40 tys. km rocznie. Warto pamiętać, że wynajem długoterminowy dotyczy dzierżawy pojazdu na określonych w umowie warunkach, a przez cały czas trwania umowy jego prawnym właścicielem pozostaje najemca. Wynajem długoterminowy, podobnie jak leasing, umożliwia zakup użytkowanego samochodu po zakończeniu trwania umowy, jednak wysokość wykupu auta jest wyższa niż w przypadku innych form finansowania. Wynika to przede wszystkim z braku opłat wstępnych oraz bardzo niskiej, preferencyjnej stawki miesięcznego abonamentu.
Jedną z największych zalet wynajmu długoterminowego dla osób prywatnych jest płatność, która pokrywa utratę wartości samochodu z tytułu użytkowania. Według badań przeprowadzonych przez ekspertów z branży leasingu i wynajmu długoterminowego nowe auta tracą od 30% do aż 60% swojej wartości w ciągu pierwszych trzech lat od wejścia na rynek. W związku z tym coraz częściej firmy oferujące FSL decydują się na opłatę mieszaną składająca się ze stałej miesięcznej raty i opłaty za przejechane kilometry. Dzięki temu płatność najmującego pokrywa rzeczywistą utratę wartości rezydualnej samochodu.